# Jens Grapengeter
Jens Grapengeter (* 2. Juli 1967 in Hamburg) ist ein Hamburger Politiker der CDU.

## Leben
Jens Grapengeter leistete nach dem Abitur den 15-monatigen Wehrdienst ab. Im Anschluss nahm er ein Studium an der Fachhochschule für öffentliche Verwaltung auf, welches er 1991 mit dem Abschluss als Diplom-Verwaltungswirt (FH) beendete. Im Jahre 1988 entschied er sich für die Beamtenlaufbahn und wurde 1994 als Beamter auf Lebenszeit vereidigt. Neben der politischen Arbeit ist er Gründungsmitglied des Hamburger Spendenparlaments.

## Politik
Jens Grapengeter ist seit 1986 Mitglied der CDU und nahm seit diesem Zeitpunkt im CDU-Ortsverband Barmbek bzw. im CDU-Kreisverband Hamburg Nord unterschiedliche Funktionen wahr.
Seit 2002 ist er Ortsvorsitzender der CDU Barmbek und Mitglied im Kreisvorstand der CDU Hamburg-Nord. Von 1997 bis 2004 war er Kreisvorsitzender der CDA Hamburg Nord und von 1999 bis 2004 stellvertretender Landesvorsitzender der CDA Hamburg. Jens Grapengeter war von 1995 bis 2004 Mitglied des Ortsausschusses Barmbek-Uhlenhorst und von 1997 bis 2003 Mitglied im Gesundheits- und Sozialausschuss der Bezirksversammlung Hamburg-Nord.
Von 2004 bis 2011 war er Mitglied der Hamburgischen Bürgerschaft. Für seine Fraktion übernahm er Aufgaben im Eingabenausschuss, im Haushaltsausschuss sowie in den Ausschüssen für öffentlichen Dienst und Personalwirtschaft und für Vermögen und öffentliche Unternehmen. Er war Fachsprecher für Eingaben (Petitionen) und Mitglied der Härtefallkommission. Bei der Bürgerschaftswahl 2011 verfehlte er den Wiedereinzug in die Bürgerschaft, wurde aber am selben Tag in die Bezirksversammlung Hamburg-Nord gewählt.